# Acheron Lake
Der Acheron Lake (englisch; bulgarisch езеро Ахерон esero Acheron) ist ein in südwest-nordöstlicher Ausrichtung 315 m langer, 186 m breiter und 4,4 Hektar großer See auf der Livingston-Insel im Archipel der Südlichen Shetlandinseln. Auf der Byers-Halbinsel liegt er 1 km südlich des Point Smellie, 1 km westnordwestlich des Wasp Hill und 1,9 km nordöstlich des Devils Point an den President Beaches. Von der Osogovo Bay trennt den von den Lucifer Crags überragten, in der Aufsicht an den Buchstaben B erinnernden See ein zwischen 10 und 25 m breiter Landstreifen.
Die bulgarische Kommission für Antarktische Geographische Namen benannte ihn 2020 nach dem griechischen Fluss Acheron.